# Лозенец (Добричская область)
Лозенец (болг. Лозенец) — село в Болгарии. Находится в Добричской области, входит в общину Крушари. Население составляет 608 человек.

## Политическая ситуация
В местном кметстве Лозенец, в состав которого входит Лозенец, должность кмета (старосты) исполняет Мюзекяр Салим Ахмед (Граждане за европейское развитие Болгарии (ГЕРБ)) по результатам выборов правления кметства.
Кмет (мэр) общины Крушари — Добри Стоянов Стефанов (Движение за права и свободы (ДПС)) по результатам выборов 2007 года в правление общины.